# AXA1125
 (juin 2024).
AXA1125 est un médicament expérimental développé par Axcella Health qui « augmente la β-oxydation et amélioré la bioénergétique dans des modèles précliniques ». Il a été étudié comme traitement de la stéatose hépatique non alcoolique et du Covid long,,.
AXA1125 est un mélange comprenant cinq acides aminés (leucine, isoleucine, valine, arginine et glutamine) et un dérivé d'acide aminé (N -acétylcystéine).